# آتول إنيويتوك

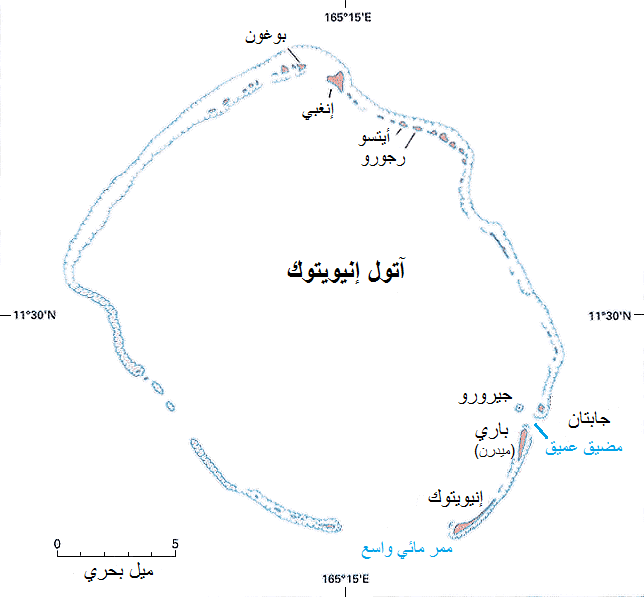
خريطة آتول إنيويتوك

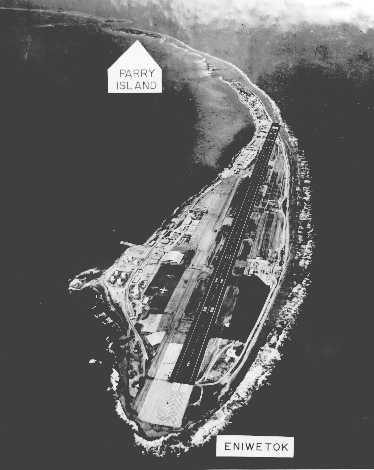
منظر جوي لإنيويتوك وباري

آتول إنيويتوك أو حلقية إنيويتك تسمى أيضاً جزر إنيويتوك المرجانية (بالإنجليزية: Enewetak Atoll, Eniwetok Atoll, Eniewetok Atoll) و(بالمارشالية: Ānewetak) هي شعب حلقي (آتول) كبير يتكون من 40 جزيرة في المحيط الهادئ ويبلغ عدد سكانها 664 نسمة (اعتباراً من 2011) تشكل مقاطعة تشريعية لسلسلة راليك التابعة لجزر مارشال. تبلغ مساحة اليابسة بها أقل من 5.85 كيلومتر مربع (2.26 ميل مربع) ولا يزيد ارتفاعها عن 5 أمتار وتحيط بها بحيرة شاطئة مركزية عميقة، مُحيطها 80 كيلومتراً (50 ميل). وهي ثاني حلقية مرجانية في أقصى غرب سلسلة راليك وتقع على بعد 305 كيلومتراً (190 ميل) غرباً من حلقية بيكيني.
احتلها اليابانيون منذ 1914 حتى استولت عليها الولايات المتحدة في فبراير 1944، خلال الحرب العالمية الثانية. وأجرت الولايات المتحدة تجارب نووية عليها بلغ مجموع مكافئها أكثر من 30 ميغا طن من مادة تي إن تي خلال الحرب الباردة؛ في 1977-1980، بُنيّت قبة خرسانية (قبة رونيت) في جزيرة رونيت لحفظ التربة والنفايات المشعة.
وقبة رونيت آخذة في التدهور ويمكن لإعصار أن يخترقها، على الرغم من أن الرواسب في البحيرة أكثر إشعاعاً من تلك الموجودة بها.

## أصل تسميتها
كانت الحكومة الأمريكية تشير إلى هذه الجزر المرجانية باسم إنيويتوك "Eniwetok" حتى عام 1974، عندما غيرت تهجئتها الرسمية إلى إنيويتك "Enewetak" (إلى جانب العديد من أسماء الأماكن الأخرى في جزر مارشال، لينعكس نطقها بشكل أفضل طبقاً للمارشاليين (سكان جزر مارشال)).

## جغرافيتها
تشكل آتول إنيويتوك فوق جبل بحري، الذي تشكل بدوره في أواخر العصر الطباشيري. يبلغ مستوى هذا الجبل الآن حوالي 1400 متر (4600 قدم) تحت سطح البحر.. وهو من البازلت ويرجع عمقه إلى الانخساف العام للمنطقة بأكملها وليس بسبب التعرية..
تتمتع إنيويتوك بمتوسط ارتفاع فوق مستوى سطح البحر يبلغ 3 أمتار (9.8 قدم).

## معرض الصور

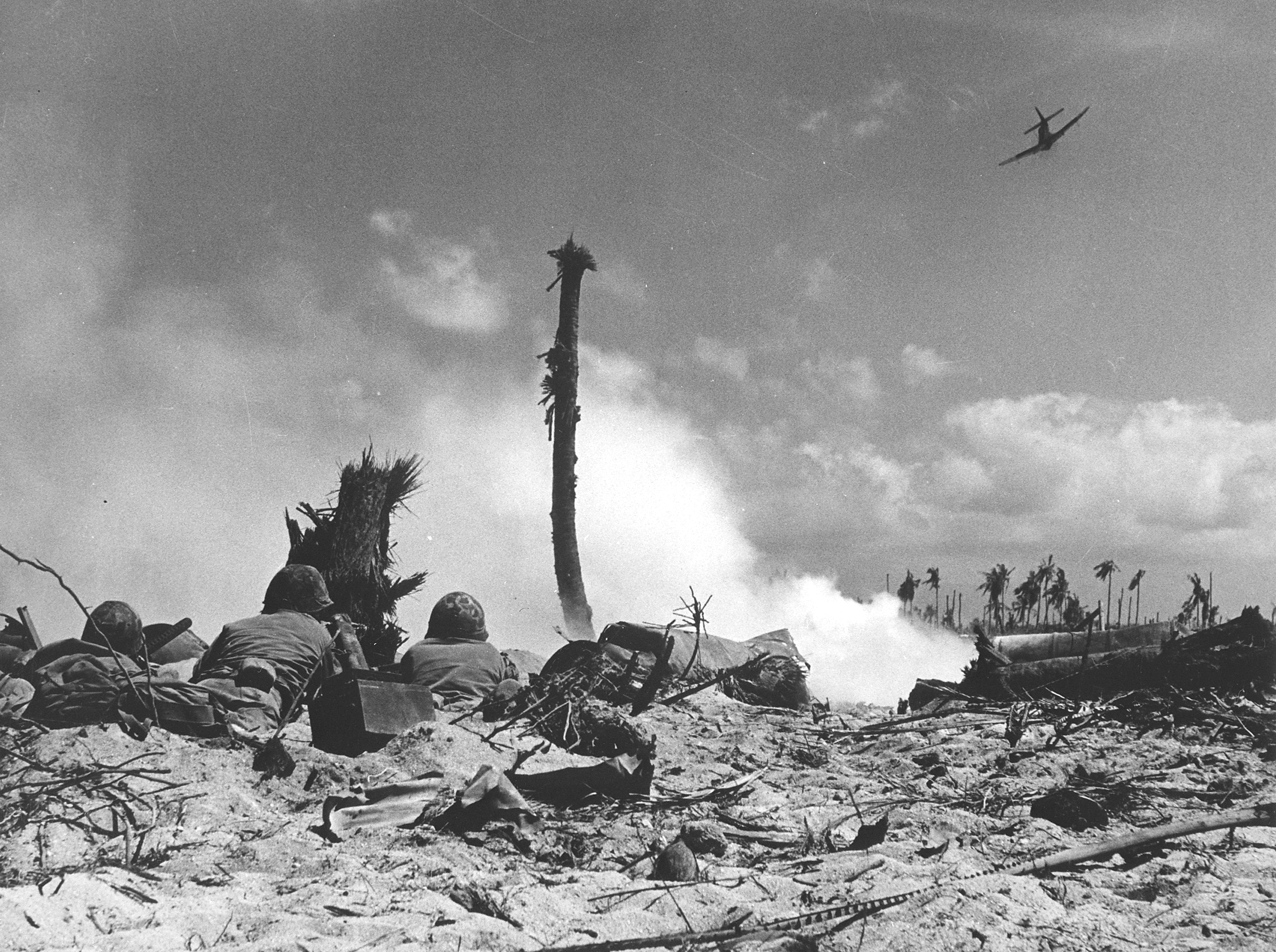
معركة إنيويتوك
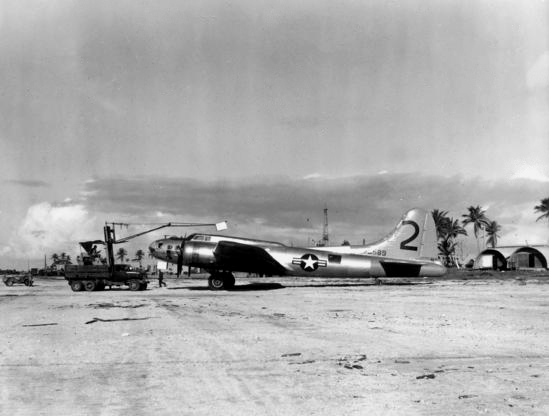
طائرة بي-17 بدون طيار في مطار إنيويتوك في 1948 لأجل عملية الحجر الرملي
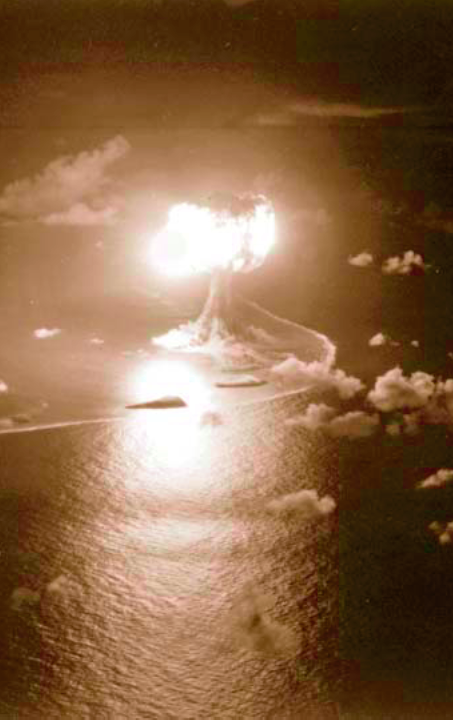
عملية الحجر الرملي
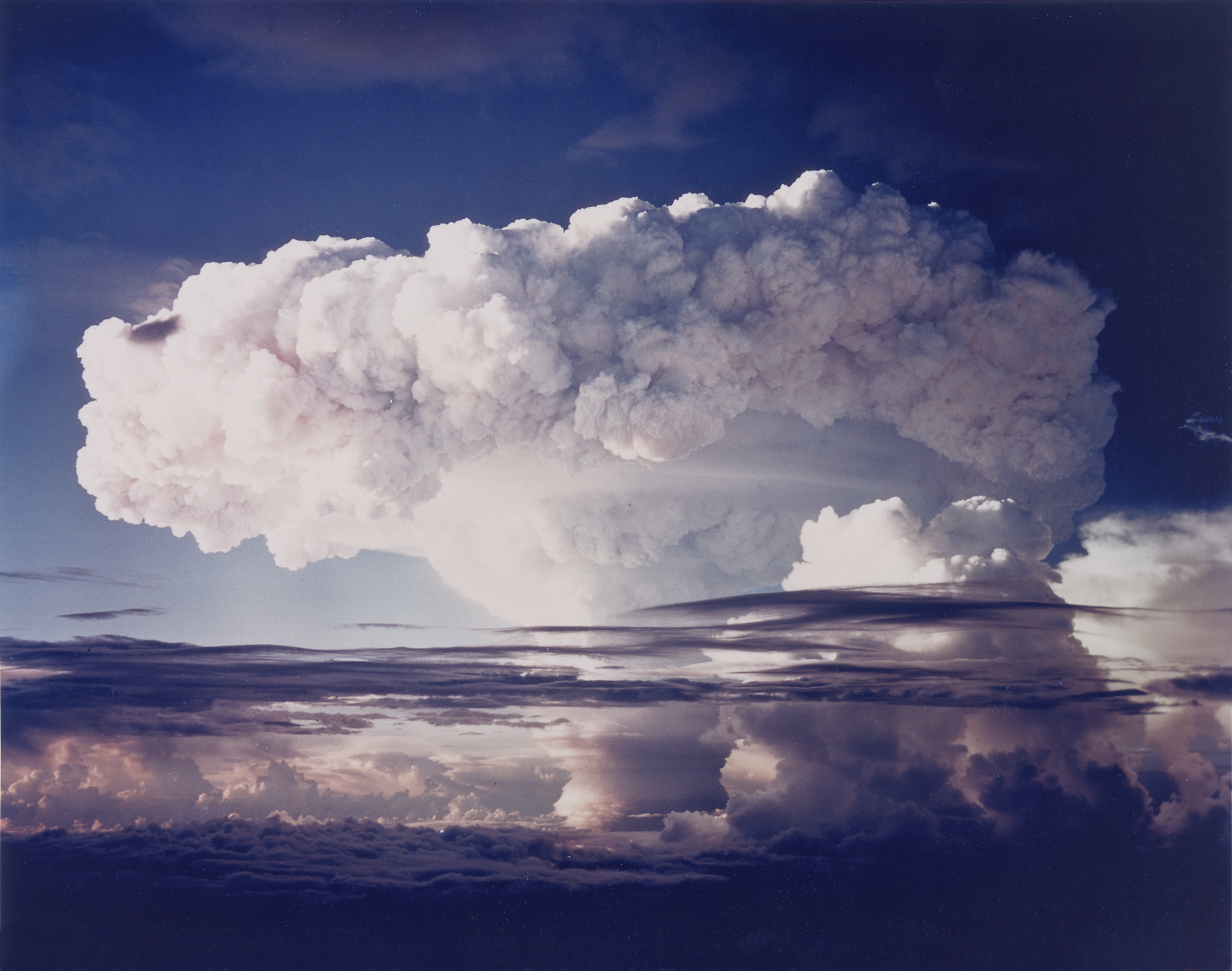
اختبار إيفي مايك، 31 أكتوبر 1952
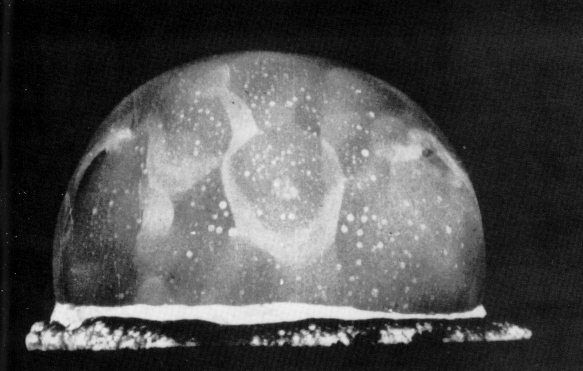
اختبار عملية الاحتباس الحراري
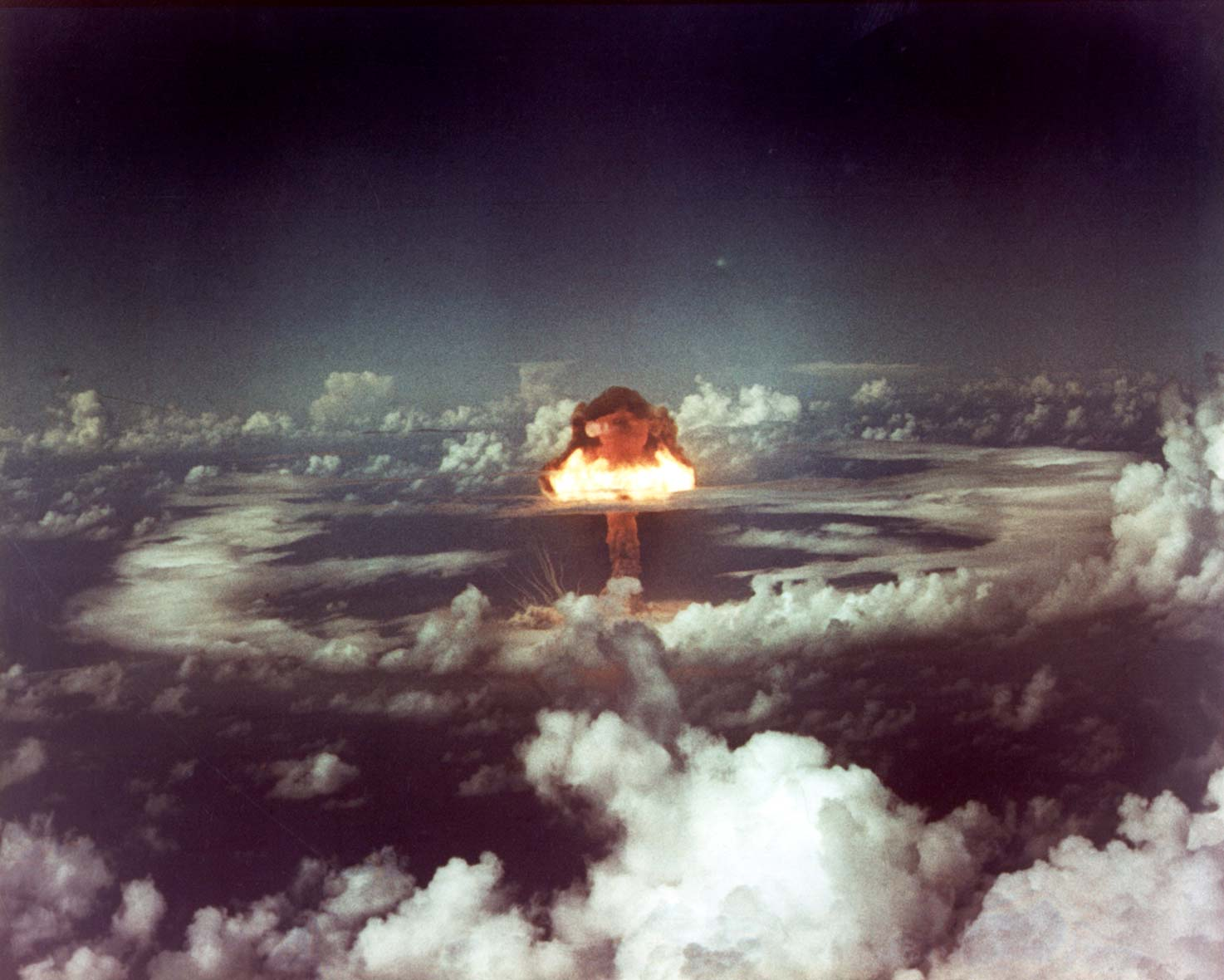
اختبار ايفي كينج، نوفمبر 1952
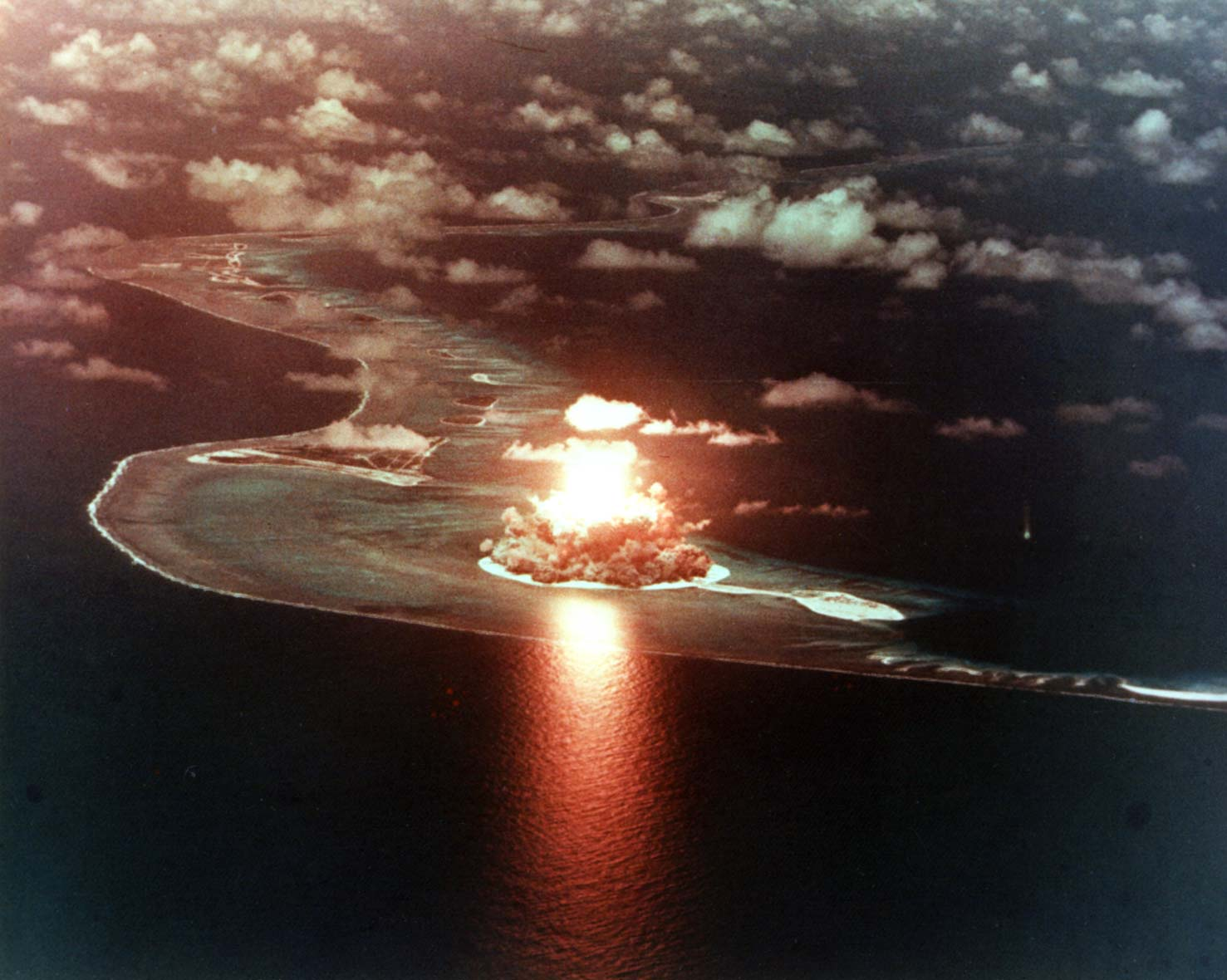
لقطة تجريبية من اختبار سيمينول من عملية الجناح الأحمر الذي جرى على ساحل جزيرة بوغون
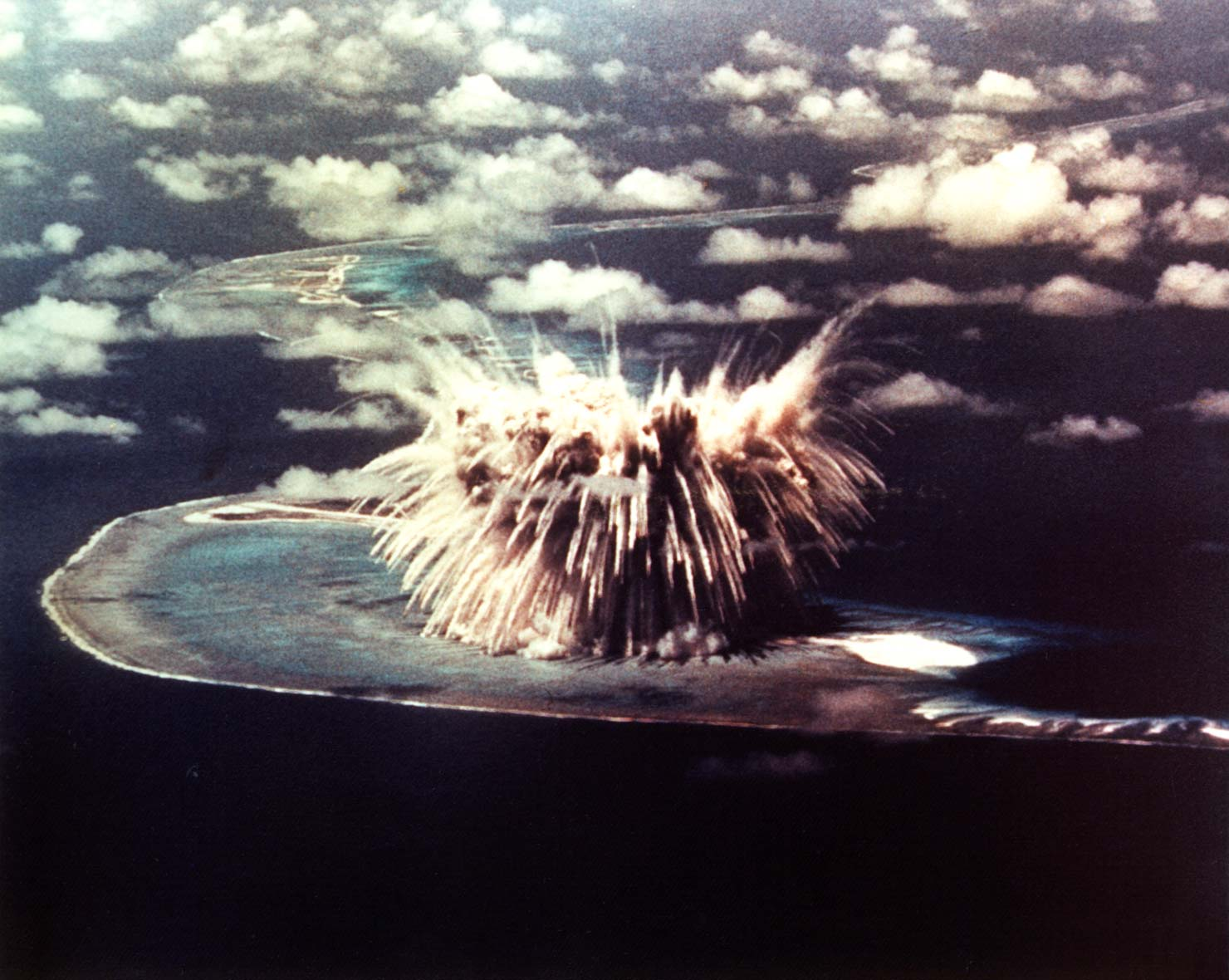
اختبار سيمينول - عملية الجناح الأحمر
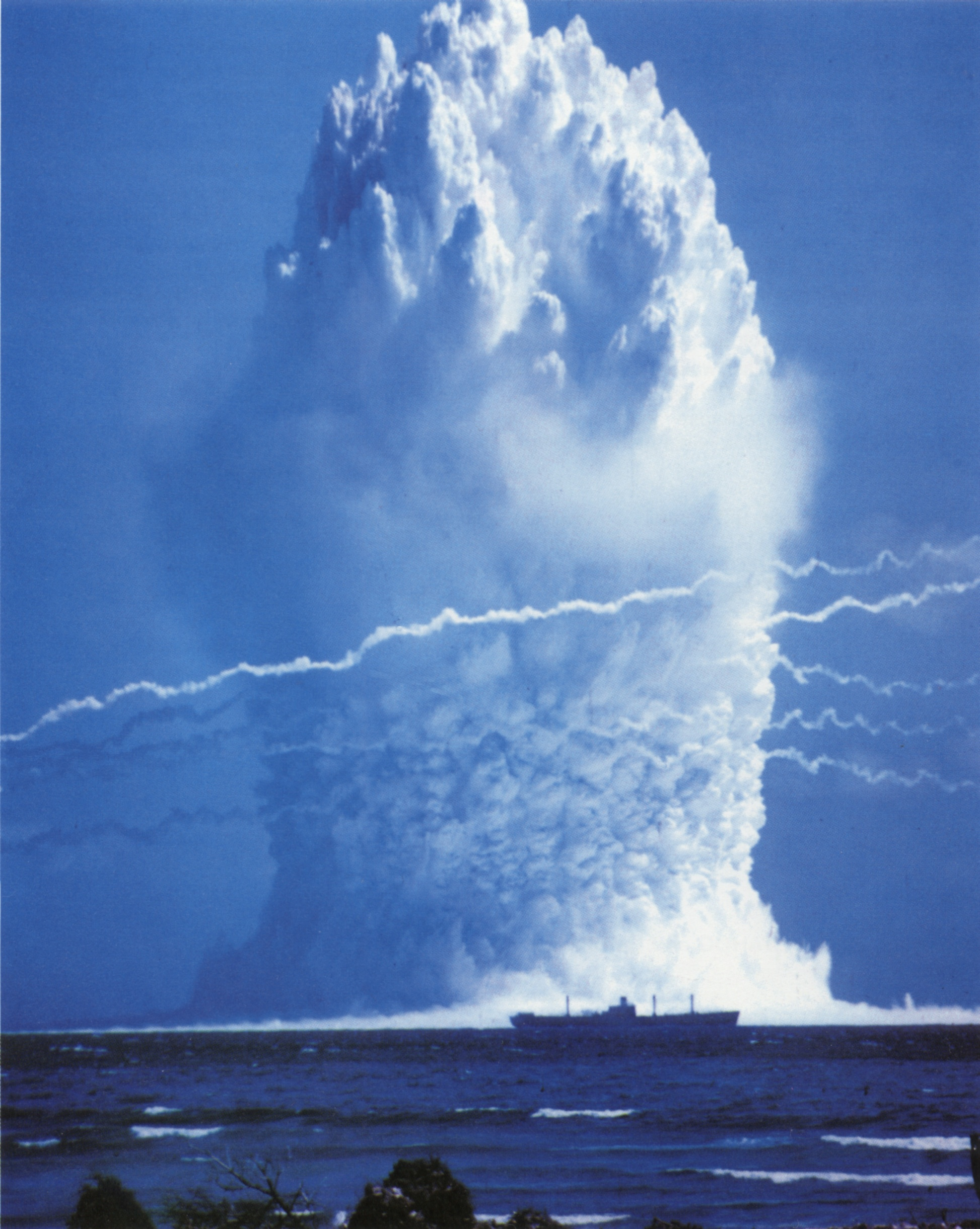
المظلة الناجمة من تجربة عملية البسكويت
- مقاطع فيديو لثلاث انفجارات نووية تجريبية في إنيوتوك، جزر مارشال
- نتج عن اختبار نكتار من عملية القلعة ما يعادل 1.69 ميغا طن من TNT فُجرّت شمال شرق حفرة عملية إيفي مايك بجزيرة إلوغيلاب.